# Банзай-атака
Банза́й-ата́ка (яп. 万歳突撃 Бандзай тоцугэки) — способ ведения боя, распространённый во времена Второй мировой войны в японской армии.

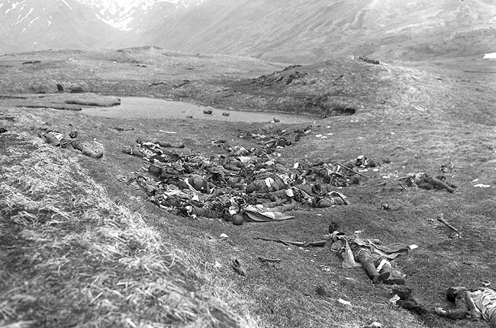
Итоги атаки банзай, Вторая мировая война, 29 мая 1943 год. Битва за Атту

Атака сопровождалась громкими боевыми криками «Банзай!» и имела целью уничтожение врага внезапным ударом. Характерной чертой подобных выступлений было то, что японцы часто шли с холодным оружием в руках (мечами и кинжалами) на вооружённого винтовками и пулемётами противника.
Несмотря на успешность банзай-атак на первой стадии войны, они постепенно утратили свою эффективность из-за привыкания армии США к таким ударам и выработки мер противодействия, прежде всего с использованием большого количества автоматического оружия. Из-за этого банзай-атаки потеряли военное значение и превратились скорее в массовые суицидальные акты, которые служили символом непокорности и смелости японского духа. Осознавая неминуемое военное поражение империи к концу Второй мировой войны, многие японские офицеры бездумно вели своих подчиненных в «последние штурмы», увеличивая и без того немалые потери Японии. Однако в целом японский Генштаб поощрял банзай-атаки.
Часть японских командиров понимала порочность такой тактики, рассматривая банзай-атаки как проявление «трусости», отказ брать на себя ответственность за проведение обороны страны и нежелания самоубийц думать над тем, как лучше остановить врага. Одним из примеров негативного отношения к подобным атакам среди японского руководства был приказ генерал-лейтенанта Курибаяси Тадамити, который категорически запретил подчиненным ему войскам проводить банзай-атаки во время обороны Иводзимы. Благодаря соблюдению этих приказов, японцы смогли долгое время сдерживать численно и технически превосходящую армаду США, нанеся противнику значительные потери.
Одна из крупнейших банзай-атак войны была проведена 7 июля 1944 года во время битвы за Сайпан против 105-го пехотного полка США. Два американских батальона потеряли в результате этой атаки 918 человек убитыми и ранеными, уничтожив 2 295 японских солдат.
Во время Маньчжурской операции, когда 1-я Краснознаменная армия обложила Муданьцзян, советская 5-я армия на юге продолжала наступление на запад, охватив и уничтожив японский 278-й пехотный полк, выжившие из которого предприняли последнюю отчаянную атаку банзай, но не сдались. К концу дня весь Муданьцзян перешел в руки советских войск, и битва за город закончилась. Вскоре после этого основные силы Квантунской армии сложили оружие в знак капитуляции в соответствии с обращением императора Хирохито.  Битва при Муданьцзяне и Вторая мировая война подошли к концу.